# Kronecker–Capelli-tétel
A Kronecker–Capelli-tétel a lineáris algebra tétele, amely arra ad választ, hogy egy adott lineáris egyenletrendszer megoldható-e. A tétel állítása szerint egy lineáris egyenletrendszer akkor és csak akkor megoldható, ha az együtthatóiból képzett mátrix rangja megegyezik a bővített mátrixának a rangjával.

## Példa
Tekintsük a következő egyenletrendszert:
x + y + 2z = 3
x + y + z = 1
2x + 2y + 2z = 2.
Az együtthatók mátrixa
{\displaystyle A={\begin{bmatrix}1&1&2\\1&1&1\\2&2&2\\\end{bmatrix}},}
és a bővített mátrix
{\displaystyle (A|B)=\left[{\begin{array}{ccc|c}1&1&2&3\\1&1&1&1\\2&2&2&2\end{array}}\right].}
Mivel mindkét mátrix rangja 2, ezért létezik megoldás. Ugyanakkor a rang kisebb, mint az ismeretlenek száma, ami 3, ezért végtelen sok megoldás van.
Ellenpéldaként tekintsük a következő rendszert:
x + y + 2z = 3
x + y + z = 1
2x + 2y + 2z = 5.
ahol az együtthatók mátrixa
{\displaystyle A={\begin{bmatrix}1&1&2\\1&1&1\\2&2&2\\\end{bmatrix}},}
és a bővített mátrix
{\displaystyle (A|B)=\left[{\begin{array}{ccc|c}1&1&2&3\\1&1&1&1\\2&2&2&5\end{array}}\right].}
Ebben a példában az együtthatómátrix rangja 2, míg a bővített mátrix rangja 3, ezért ennek az egyenletrendszernek nincs megoldása. A lineárisan független sorok száma eggyel nő a bővített mátrixban, ami inkonzisztenssé teszi az egyenletrendszert.

## Fordítás
Ez a szócikk részben vagy egészben  a   Rouché–Capelli theorem című angol Wikipédia-szócikk fordításán alapul.  Az eredeti cikk szerkesztőit annak laptörténete sorolja fel. Ez a jelzés csupán a megfogalmazás eredetét és a szerzői jogokat jelzi, nem szolgál a cikkben szereplő információk forrásmegjelöléseként.